# Thomas Chippendale
Id. Thomas Chippendale (Otley, 1718. június 5. – London, 1779. november 13.) híres West Yorkshire-i műbútorasztalos, bútortervező, a 18. századi bútorgyártó "három nagy" egyike (a másik kettő Thomas Sheraton és George Hepplewhite). 1754-ben, Londonban a szekrénygyártók között elsőként adott ki könyvet a tervezéseiről Gentleman and Cabinet Maker's Director címmel, ami három kiadást ért meg.
Termékei a 19. században kezdtek a gyűjtők közt népszerűvé válni, amikor is a "Chippendale" név egyenértékűvé vált az általa képviselt stílussal.

## Galéria

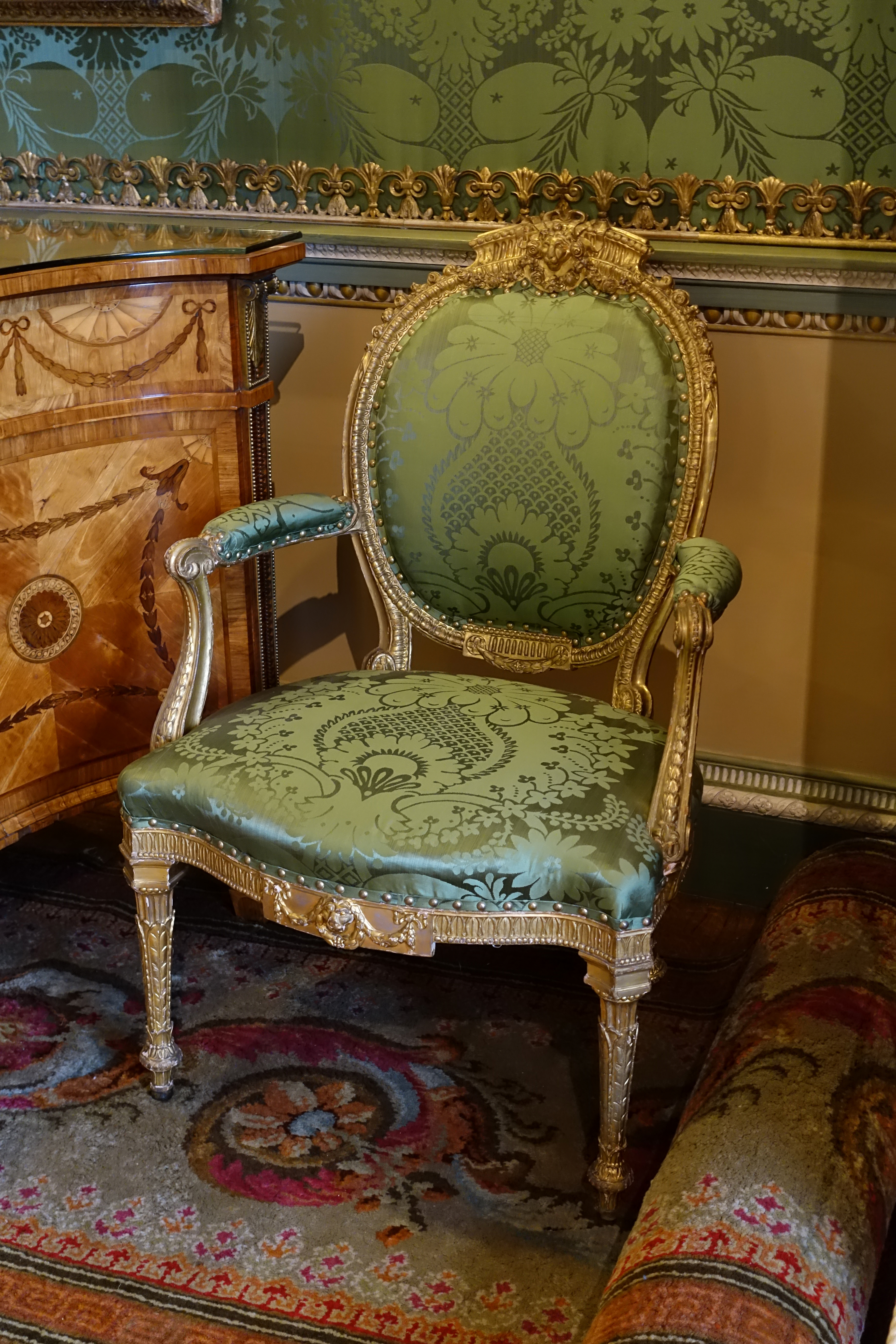
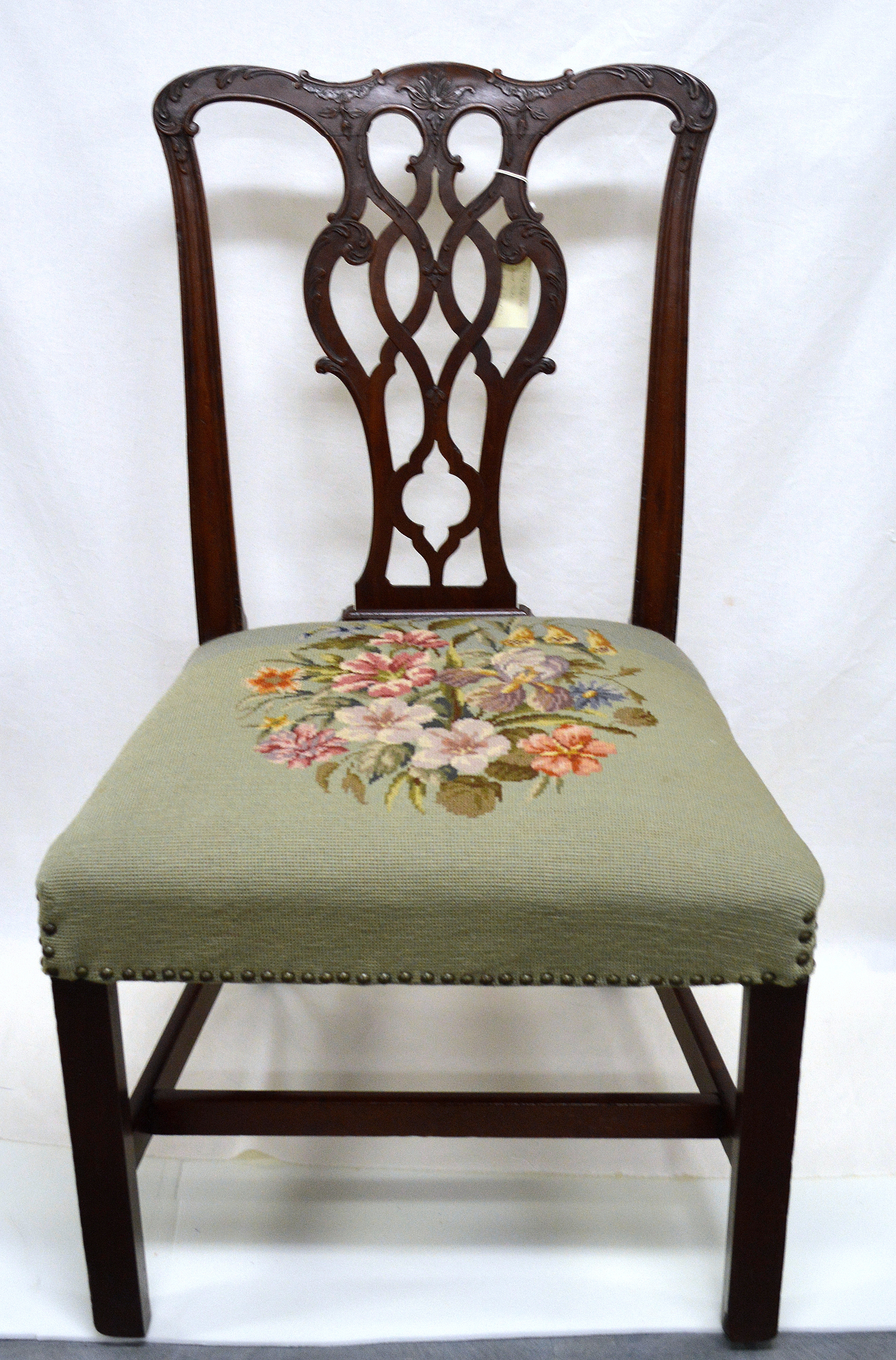
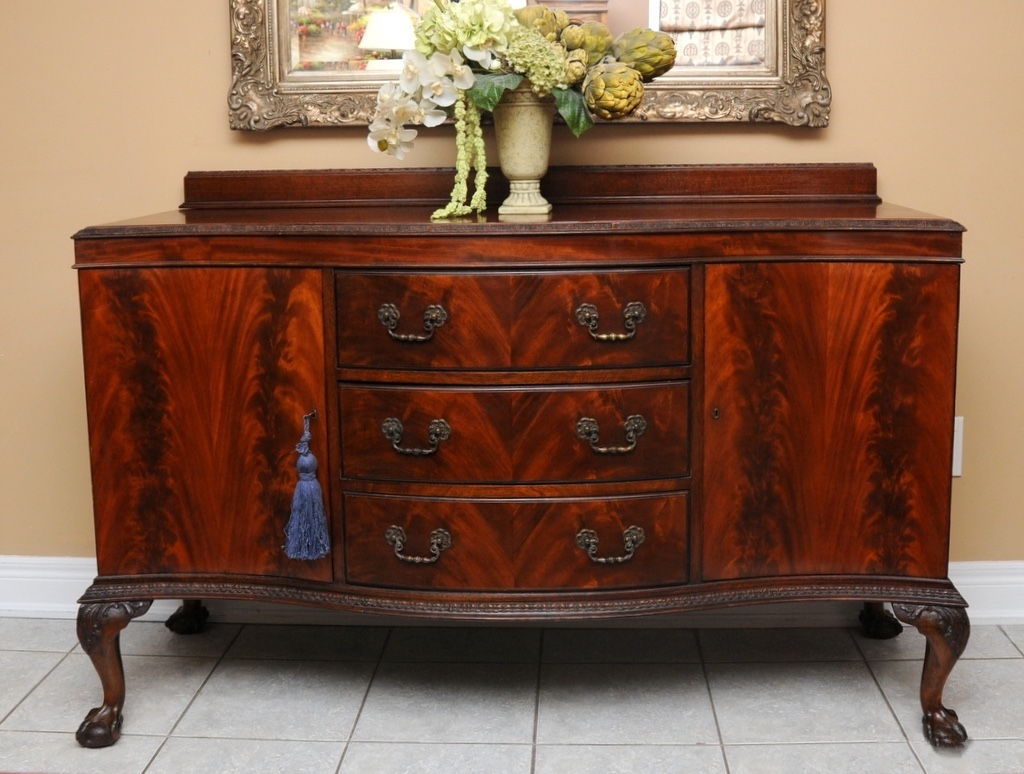
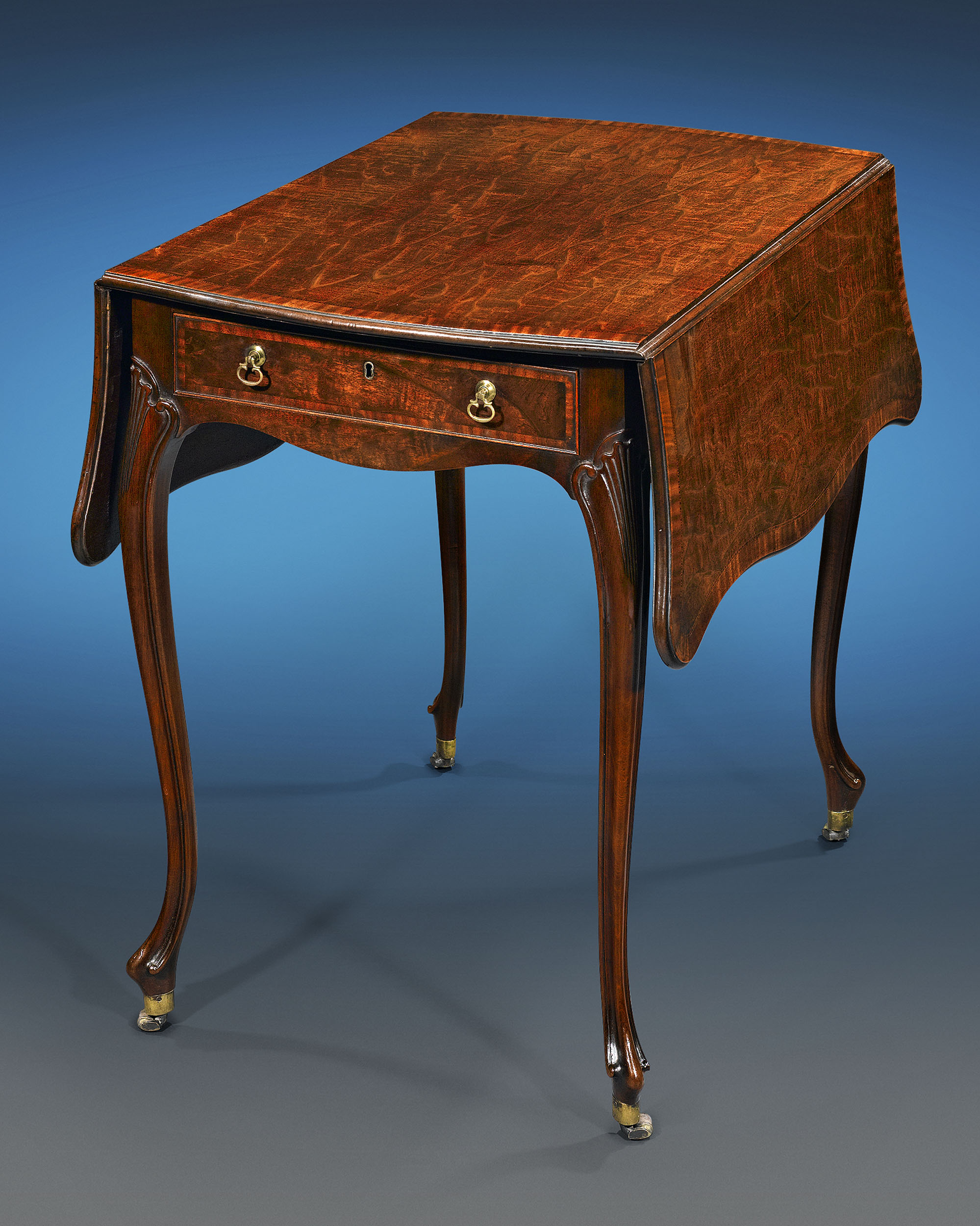